# Rhabdoblatta mascifera
Rhabdoblatta mascifera är en kackerlacksart som beskrevs av Bei-Bienko 1969. Rhabdoblatta mascifera ingår i släktet Rhabdoblatta och familjen jättekackerlackor. Inga underarter finns listade i Catalogue of Life.